# Mirra Andrejeva
Mirra Aleksandrovna Andrejeva (ryska: Мирра Александровна Андреева), född den 29 april 2007 i Krasnojarsk, är en rysk professionell tennisspelare. Hennes högsta WTA-singelrankning är #6 från den 17 mars 2025.
Sedan 2022 bor och tränar hon tillsammans med sin syster Erika, också professionell tennisspelare, i Cannes i Frankrike.
Vid OS 2024 tog hon silver tillsammans med Diana Shnaider i damernas dubbelturnering.